# 奥斯科尔科沃农村居民点
奥斯科尔科沃农村居民点（俄语：Осколковское сельское поселение）是俄罗斯联邦布良斯克州姆格林区所属的一个农村居民点。其下辖有10个居民点，行政中心为奥斯科尔科沃。据2015年统计，该农村居民点的人口为658人。